# ري غيفارا
ري غيفارا مواليد 24 نوفمبر 1986 في الفلبين، هو لاعب كرة سلة. بدأ مسيرته الاحترافية في سنة 2010. يلعب في الرابطة الفلبينية لكرة السلة. يحمل الرقم 7. يبلغ طوله 6 قدم 3 بوصة (1.9 م).

## المسيرة الاحترافية
لعب مع باراكو بول إنرجي في موسم 2010–2011، ثم لعب مع سان ميغيل بيرمن في موسم 2011–2012، ثم لعب مع ميرالكو بولتز من سنة 2013 إلى 2016.